# Economía de Georgia
Las principales actividades económicas de Georgia son los cultivos de uva, frutas cítricas y nueces, minería de manganeso, cobre y oro, y una pequeña industria que produce bebidas con y sin alcohol.
La economía de Georgia colapsó tras la caída de la Unión Soviética. La inestable situación política, la guerra civil y la transformación a una economía de mercado de la economía estatal redujeron la economía de Georgia en un 56 % en 1992 y un 25% en 1993, provocando a su vez un éxodo masivo de un tercio de su población desde entonces. El país importa casi todo el petróleo y gas natural que necesita, y su principal fuente de energía es la hidroeléctrica.

## Datos económicos
PNB 2002: $ 3.378.000.000
PNB per cápita: $ 652
Tasa de inflación: +5,9%
Evolución PNB: +3,5%
Tasa de paro: 11.08%
SECTOR %PNB
Sector primario 22%
Sector secundário 22%
Sector terciario 56%

## Sector primario
En Georgia el sector primario es muy importante (22% del PNB).
Producción en 2002
Maíz 235.000 t
Trigo 249.000 t
Patatas 400.000 t
Uva 150.000 t
Pesca 3.000 t
Ganado bovino 1.200.000 cabezas
Ganado ovino 577.000 cabezas
En Georgia encontramos plantaciones de tabaco en las montañas del este, frutales en el este (cerca de la capital). La producción de uva se concentra en la costa (oeste de Georgia).

## Sector secundario
En Georgia el sector secundario produce tanto dinero como el primario. La producción industrial se concentra sobre todo cerca de la capital (Tiflis).[cita requerida]
Producción 2008
Acero 46.000 t
Fertilizantes 100.000 t

## Sector terciario
Turismo
En Georgia el turismo supuso la entrada de $ 442.000.000.

## Infraestructuras
Georgia cuenta con 19.074 km de carreteras, 1.575 km de red ferroviaria.

## Banco central
El banco central de Georgia es el Banco Nacional de Georgia.